# Дибранхи
Дибранхи (лат. Dibranchus) — род лучепёрых рыб из семейства нетопырёвых. Длина тела от 8,4 (Dibranchus sparsus) до 39,4 см (Dibranchus atlanticus). Живут в субтропических и тропических водах Атлантического, Тихого океана и Индийского океанов. Донные рыбы.

## Виды
В состав рода включают четырнадцать видов:
- Dibranchus accinctus (Bradbury, 1999)
- Атлантический дибранх (Dibranchus atlanticus) (Peters, 1876)
- Dibranchus cracens (Bradbury, McCosker & Long, 1999)
- Dibranchus discors (Bradbury, McCosker & Long, 1999)
- Dibranchus erinaceus (Garman, 1899)
- Dibranchus hystrix (Garman, 1899)
- Dibranchus japonicus (Amaoka & Toyoshima, 1981)
- Dibranchus nasutus (Cuvier, 1829)
- Dibranchus nudivomer (Garman, 1899)
- Dibranchus sparsus (Garman, 1899)
- Dibranchus spinosus (Garman, 1899)
- Dibranchus spongiosa (Gilbert, 1890)
- Dibranchus tremendus (Bradbury, 1999)
- Dibranchus velutinus (Bradbury, 1999)